# Alchemilla litwinowii
Alchemilla litwinowii es una especie de planta del género Alchemilla, perteneciente a la familia Rosaceae.

## Taxonomía
Alchemilla litwinowii fue descrita por Serguéi Yuzepchuk en 1933.

## Distribución
Se encuentra en el territorio norte de la parte europea de Rusia.